# Rogi (województwo lubuskie)
Rogi – wieś w Polsce położona w województwie lubuskim, w powiecie sulęcińskim, w gminie Lubniewice.
W latach 1975–1998 miejscowość położona była w województwie gorzowskim.

## Historia
Wieś została założona w roku 1773 i należała do rodziny von Waldów.

## Zabytki
Do wojewódzkiego rejestru zabytków wpisany jest:
- pałac, zbudowany w latach 1906–1911. Pierwotnie była to letnia rezydencja Adolfa Friedricha Augusta von Waldów. Wpisany do rejestru zabytków w 1979 roku. Od lat 70. do 2006 roku pałac był siedzibą Ośrodka Doskonalenia Kadr przy Urzędzie Wojewódzkim w Gorzowie Wlkp. Od 2006 roku w pałacu mieści się Ośrodek Naukowo-Dydaktyczny Państwowej Wyższej Szkoły Zawodowej (od 2016 Akademii) im. Jakuba z Paradyża w Gorzowie Wielkopolskim.